# John Lynch (personaggio)
John Randall "Jack" Lynch, nell'esercito noto come Topkick, è un personaggio della serie a fumetti WildStorm Gen¹³, scritta da Jim Lee e Brandon Choi e disegnata da J. Scott Capbell.

## Personalità
Lynch è fondamentalmente un militare che privilegia l'azione rapida e pensa sempre a lasciarsi alle spalle il minor numero possibile di prove del suo operato. Abituato fin dalla giovinezza a pensare sempre ad ogni sua azione e alle sue conseguenze, questo lo fa spesso apparire come non umano agli occhi degli altri personaggi: è spesso visto come un uomo freddo e senza scrupoli che non si degna di contare le sue vittime e non ha riguardi per chi si frappone tra lui ed il suo scopo. Per questo ai tempi del Team 7 lo soprannominarono Topkick (che tra le tante possibili traduzioni significa "Calcio ai piani alti"), le abilità di Lynch rendono infatti qualunque suo bersaglio tutto meno che irraggiungibile, al di là della posizione politica e sociale che esso ricopre.
Dietro all'immagine del freddo militare tuttavia Lynch nasconde l'animo di un patriota, innamorato del suo paese fino al punto che si sacrificherebbe per salvarlo e fedele alla giustizia, fino a desiderare che la verità venga a galla sempre e comunque; per questo i piani alti lo considerano una spina nel fianco.
Come veterano di guerra, Lynch porta sepolto dentro di sé il dolore scaturito dall'essere stato più volte usato come arma di distruzione e le fredde cicatrici interiori dovute all'aver visto la morte in faccia in più di un'occasione, cose che lo portano ad essere un uomo molto saggio, profondo e misterioso.
Lynch è anche un uomo pieno di premure e col tempo tutti i Gen¹³ se ne renderanno conto fino a considerarlo una figura quasi paterna, al di là di tutte le sue ambigue sfumature. Nonostante le divergenze che spesso ha col gruppo, a causa soprattutto della differenza d'età e di pensiero, i ragazzi lo stimano profondamente e lo considerano a tutti gli effetti il loro mentore ed un caro amico.
Nonostante ciò il suo rapporto con il figlio Bobby resta sempre parecchio teso e difficile.

## Biografia del personaggio

### Passato
Il passato dell'uomo che in seguito sarebbe stato noto come Topkick è completamente avvolto dal mistero, non si sa nulla di lui se non che il padre era nell'esercito a sua volta e che per compiacerlo divenne un militare in età giovanissima (presumibilmente appena maggiorenne), ma non prima di essere stato un avventuriero per un certo periodo.
Lynch si distinse immediatamente per i suoi nervi saldi e per le impressionanti capacità tattiche, tanto che in qualunque gruppo lo mettessero questo in breve diventava una squadra di dispensatori di morte inarrestabile, considerato l'arma perfetta dal governo Lynch subì non poche pressioni dai suoi superiori intenzionati ad inculcargli il rispetto per il governo e l'assoluta obbedienza incondizionata agli ordini (cose assenti nel giovane, ed unica pecca agli occhi dei piani alti).
Topkick divenne tenente in brevissimo tempo e fu subito messo a disposizione delle Operazioni Internazionali che visto il (voluto) miglioramento disciplinare lo promossero presto direttore del Team 7.

### Team 7
Svolte diverse missioni col gruppo Lynch inizierà a maturare il dubbio che il governo si stia servendo di loro ai fini di prepararli per qualcosa di più grande, tuttavia divenuto un esperto a mascherare i suoi reali pensieri ai superiori non li lascerà accorgersi di questi suoi pensieri, nemmeno quando ne metterà al corrente i compagni.
L'intero gruppo di lì a poco verrà esposto a sostanze radioattive (il Fattore-Gen) durante una missione, avvenimento che le Operazioni Internazionali faranno passare per una trappola nemica. I sopravvissuti manifesteranno da allora sorprendenti poteri metafisici e superumani, tra di essi John Lynch, che sarà dotato di un'immensa capacità telecinetica in crescita costante.
L'uomo indagherà di nascosto e scoprirà che l'incidente, come già sospettava, è stato orchestrato dal governo che in questi anni aveva progettato il siero e riunito nel Team 7 i migliori membri di marina, CIA, esercito, FBI ...ecc, al fine di trasformarli in supersoldati.
Messi al corrente i compagni dei piani del governo li aiuterà a far perdere le loro tracce, simulare le loro morti e far sì che possano vivere un'esistenza normale, inoltre distruggerà tutte le documentazioni sul Fattore-Gen di modo che il governo non possa tentare nuovamente l'esperimento. Il tutto verrà eseguito dall'allora tenente con una maestria tale che non solo nessuno si accorgerà mai del suo coinvolgimento ma riuscirà anche ad ottenere un successo totale, tanto da riuscire a restare nell'esercito per monitorare gli ex compagni d'armi assicurandosi di perpetuare la loro pace e nel contempo ottenere sempre più potere fino a divenire maggiore.
Più o meno in questo periodo si sposerà con una donna di cui non ci è concesso sapere ne il volto ne il nome, ma che a giudicare da come Lynch ne parla, amò davvero ma trascurò in quanto incapace di dimostrarglielo.
Nel 1970, durante una missione segreta in Russia Lynch fu costretto a fare i conti con la risposta sovietica al supersoldato americano: dei mostri mutanti che tuttavia furono sconfitti facilmente dall'ancora relativamente giovane Topkick, il quale appurò che la sua abilità era ormai giunta ad un livello talmente terrificante da sfuggire al suo completo controllo, e quando durante la battaglia cercò di sedarla per non ferire i suoi uomini la reazione del suo cervello fu tanto violenta da fargli schizzare l'occhio sinistro fuori del cranio.
Ferito durante lo svolgimento di una missione Lynch fu decorato al valore e promosso di grado, il colonnello Lynch comunque, dopo essersi trapiantato un occhio cibernetico decise di non usare mai più il suo potere e, spaventato dalla sua natura divenne sempre più freddo, al punto che la moglie lo lasciò portandosi via il figlio Bobby, nato da poco.

### Gen¹³
Anni dopo scopri che una fazione delle Operazioni Internazionali aveva fondato il progetto Genesis, a causa dello sviluppo inaspettato derivante dalla scoperta di mutazioni genetiche avvenute nei figli dei soldati esposti al Fattore-Gen (la tredicesima generazione americana).
Sviluppo inaspettato da tutti meno che da Lynch, il quale muovendosi col vantaggio di sapere dove si trovavano gli ex membri del Team 7 riuscì a sottrarre un gruppo di cinque ragazzi alle premure del governo fondando così Gen¹³.
L'uomo ospiterà il nascente supergruppo nella sua casa sul mare a La Jolla in California e diverrà il loro mentore aiutandoli in diverse missioni e ritrovando suo figlio, membro del gruppo a insaputa di Lynch. Con il quale, dopo le iniziali divergenze riuscirà a far pace pur mantenendo un rapporto per certi versi teso ed enigmatico.
Quando le Operazioni Internazionali scopriranno la base del gruppo a La Jolla e la distruggeranno tuttavia, Lynch diverrà sempre più paranoico, fino al punto che Fairchild lo accuserà di essere un cinico come i nemici da loro affrontati.
L'uomo sentendo il peso di tali parole lascerà il gruppo nelle mani dell'amico Alex Fairchild (anch'egli ex membro del Team 7 nonché padre di Caitlin e Roxy) e lo abbandona poiché spaventato all'idea di rovinare questa sua nuova famiglia come aveva fatto con la vecchia.
Dopo la morte di Alex, tuttavia, quando il gruppo si troverà in pericolo egli ritornerà in loro soccorso, con somma gioia dei suoi membri che lo riaccoglieranno a braccia aperte, soprattutto Caitlin, mortificata da quanto dettogli, correggendosi che in realtà sa bene che tutto ciò che ha fatto è stato per loro e definendolo un brav'uomo.

### Le nuove Operazioni Internazionali
Lynch verrà rapito e lobotomizzato dal supercriminale Tao, che gli cancellerà gran parte dei suoi ricordi facendolo rifugiare in una personalità alternativa di nome Earl, creata appositamente per occasioni simili dall'uomo.
Recuperata la memoria il suo desiderio di farla pagare a Tao diviene tanto grande da far maturare a Lynch l'idea di tornare nelle Operazioni Internazionali e ristrutturarle a suo vantaggio.
Grazie all'aiuto dell'ex compagno d'armi del Team 7 Cole Cash (alias Grifter) ed ovviamente dei suoi pupilli inizierà una macchinosa operazione volta a sradicare quanto di marcio è presente nelle Operazioni Internazionali, a partire dallo storico direttore Craven. Dopo un primo tentativo, realizzatosi a metà e finito nel 2002 con un breve coma per Lynch, riproverà ed avrà successo a un anno di distanza, dunque il governo lo metterà a capo delle nuove, incorruttibili e stavolta oneste Operazioni Internazionali, portando così a segno il colpo che libera Gen¹³ dal suo più grande nemico (sebbene in effetti alcuni ex membri continuino a menar grane al gruppo in un movimento clandestino).
Il gruppo mantiene tuttavia stretti contatti con il suo ex mentore, che li aiuta in più di un'occasione.

## Poteri e abilità
Lynch è fisicamente un soldato perfetto dotato di una capacità combattiva fuori dall'ordinario e di riflessi incredibili. La sua abilità nel combattimento lo rende di per sé un avversario imbattibile per chiunque e per questo l'esercito lo considera la sua arma migliore, inoltre possiede un'abilità innata nell'usare le armi, di qualunque tipo, ovvero da taglio, da fuoco e perfino gli esplosivi, nonché armi inusuali o costruite sul momento sfruttando il terreno circostante. In un'occasione un suo superiore commenterà questa sua capacità dicendo:
Probabilmente a causa di uno sproporzionato quoziente inetellettivo, Lynch si dimostra essere un genio tattico e strategico di livelli astronomici, Lynch è capace di prevedere le variabili di ogni situazione fin anche alla più piccola ed insignificante e creare un piano alternativo di conseguenza prevedendo a sua volta altre variabili e migliaia di modi per raggiungere il suo obbiettivo. Il tutto prima ancora di iniziare a muovere le sue pedine. Per quanto la situazione si presenti assurda e insostenibile Lynch ha sempre un asso nella manica per scongiurarne il pericolo ed uscirne ed anche qualora un suo piano fallisca è capace di elaborarne uno migliore in pochissimi secondi. La sua capacità di riflessione supera fortemente quella di un supercomputer. Inoltre ha una capacità d'esecuzione tattica che lascia a bocca aperta qualsiasi avversario, molti nel governo sono convinti che non si possa sconfiggere Topkick.
Tutto questo prima che venisse trasformato in un individuo Gen-attivo. Il suo fattore Gen gli ha donato ulteriori capacità mentali, sviluppatesi in poteri telepatici e telecinetici sproporzioati, La sua telecinesi è la più forte all'interno del Team 7 e viene potenziata dalla presenza degli altri membri, facendo sì che nessuno dei suoi compagni possa sconfiggerlo in combattimento, in quanto la sua vicinanza aumenterebbe i poteri di Topkick. Anche da sola la telecinesi di Lynch ha poteri di dimensioni impressionanti, tanto da sradicare palazzi e zolle di terra senza il minimo sforzo (sebbene l'utilizzo del potere faccia pulsare il sangue tanto velocemente che le vene di Lynch si gonfiano immediatamente), a pieno potere Lynch è in grado di sollevare isole intere e pareggiare la capacità devastante di dieci uragani contemporaneamente. Ciò che rende il suo potere spaventoso è il fatto che egli stesso ne abbia perso il pieno controllo già nel 1970, quando cercare di recuperarlo gli causò la perdita di un occhio. Tuttavia è Lynch a decidere se usarlo o meno e dunque le difficoltà di controllo emergono solo quando è in funzione.
Viene più volte detto che le abilità di Lynch sono in continua espansione, siccome però dal 1970 ha usato raramente i suoi poteri è impossibile stabilire che livello abbiano raggiunto col passare degli anni, approssimativamente ogni membro del Team 7 vicino a lui raddoppia le dimensioni del suo potere.
Più facile da controllare per Lynch è invece la sua telepatia, che gli dà assoluto controllo sulla volontà delle persone e la capacità di manipolare la memoria altrui o addirittura cancellarla, nonché di entrare nel subconscio delle persone addormentate e manipolare i loro sogni. Inoltre può proteggere se stesso e gli altri dagli attacchi telepatici esterni, A differenza della telecinesi tuttavia, questo potere lo debilita facilmente ed usarlo anche per poco gli provoca forti emicranee e indebolimenti.
Quando usa i suoi poteri i suoi occhi diventano verdi.
Lynch dimostra anche di poter accumulare le proprie energie psichiche e di poterle rilasciare sotto forma di raggi d'energia; tale potere è manifestato per la prima volta nel momento in cui perde l'occhio cercando di sopprimere il suo potere ormai fuori controllo, Lynch accumula le sue energie psichiche nel cranio per tentare di fermare la propria telecinesi e come risultato queste si placano eruttando fuori dal suo occhio sotto forma di scarica energetica. La manifestazione di tale potere è talmente potente da ridurre l'avversario affrontato in quel momento in un cumulo di polvere. Nonostante la potenza questa abilità è forse la più rischiosa per la salute dell'uomo e quindi ne fa un uso ancor più limitato che di tutte le altre capacità soprannaturali.
Oltre a tutto ciò il suo occhio artificiale gli consente una visione più ampia e potenziata. Non è chiaro quale sia il campo visivo fornito dall'occhio cibernetico all'uomo ma è comunque una cifra stimabile intorno ai 360°, dato che grazie ad esso Lynch è in grado di vedersi alle spalle e prevenire un attacco da dietro di sé; oltretutto all'interno dell'occhio è presente una sorta di piccolo computer che raccoglie informazioni e le passa direttamente al cervello. La capacità visiva dell'occhio artificiale di Lynch è tale da far sembrare alla mente dell'uomo che i suoi avversari si muovano a rallentatore, il che unito ai riflessi fenomenali dell'uomo gli consente di essere quasi se non del tutto impossibile da sorprendere in un corpo a corpo.

## Altre versioni

Il colonnello John Lynch nel film animato

- Una versione alternativa di Lynch era stata mostrata durante un viaggio nel tempo fatto dal gruppo, che lo incontrava nel futuro come un uomo pazzo e mortalmente pericoloso.
- Dopo Worldstorm, era stata presentata una versione alternativa di Lynch, direttore di Tabula Rasa, che nel nuovo mondo ricopre il ruolo di Genesis, in questa versione il malvagio Lynch veniva sconfitto dal Team durante la sua fuga ed il suo occhio esplodeva dopo il malriuscito tentativo di entrare nella mente di Fairchild.Tuttavia più avanti sarà rivelato che questo Lynch è solo un clone dell'originale, il quale aiuterà il team nella fuga e ne diverrà mentore facendo sì che la storia proceda analogamente.

## Altri media
- Nella versione animata di Gen¹³ la voce del personaggio è data da John de Lancie, in questa versione non si accenna ad eventuali poteri paranormali.

## Curiosità
- Si serve spesso degli alias Jack, Earl o del suo nome in codice Topkick.
- Adora l'opera, in particolare ammira Luciano Pavarotti e Ruggero Leoncavallo.
- Ha una grande passione per la fotografia, dei suoi lavori è tappezzato il suo studio.
- Detesta gli orsetti di peluche più di qualsiasi altra cosa al mondo.
- Le caratteristiche facciali di Lynch sono quelle di Clint Eastwood
- Il personaggio è ispirato a Nick Fury, personaggio Marvel Comics direttore dello S.H.I.E.L.D.
- Ai tempi del Team 7 il suo marchio di riconoscimento era un cerchio attraversato da una striscia dipinto sull'occhio sinistro.